# Luo Ruiqing
Luo Ruiqing (chinois simplifié: 罗瑞卿, chinois traditionnel 羅瑞卿.); 31 mai 1906 – 3 août 1978) était un général et un politicien de la république populaire de Chine.

## Biographie
Luo Ruiqing est né dans une famille de riche propriétaire terrien dans la province du Sichuan. Il rejoint le parti communiste chinois en 1926. Après sa participation au soulèvement de Nanchang, il s'éloigne en URSS où il reçoit une formation sur les activités de la police secrète. Puis il part étudier en France.
Lors de la conférence de Lushan, Luo Ruiqing défend le Grand bond en avant et critique Peng Dehuai.
Au début de 1966, lors de la révolution culturelle, il est arrêté, accusé d'une tentative de coup d'État. Il tente de se suicider en sautant d'un immeuble. Il subira deux thamzings .

## Famille
En 2016, Luo Diandian, la fille de Luo Ruiqing réclame des excuses publiques des dirigeants chinois comme ce fut le cas pour les dirigeants allemands au nom des atrocités de l’Allemagne nazie